# Fred Engst
Fred Engst (chinesisch 阳和平 Yáng Hépíng; geboren 1952 in Běijīng) ist ein Ökonom und Historiker, der älteste Sohn von Sid Engst (Yáng Zǎo 阳早) und Joan Hinton (Hán Chūn 寒春); er ist in China geboren und aufgewachsen, und nachdem er einige Jahre in den USA gelebt hatte, kehrte er nach China zurück, wo er an der Universität für Außenwirtschaft und Handel in Běijīng unterrichtet.

## Biografie
Die Eltern von Fred Engst kamen in den 1940er Jahren unabhängig voneinander nach Yán’ān und heirateten dort. 1952 ging Joan Hinton nach Běijīng; sie nahm an der Asien-Pazifik-Friedenskonferenz (亚洲太平洋地区和平会议) teil und brachte kurz darauf einen Sohn zur Welt. Auf Vorschlag von Sòng Qìnglíng gab sie ihm den chinesischen Vornamen Hépíng 和平, »Friede«. Vierzig Tage nach seiner Geburt kehrten sie auf den Landwirtschaftlichen Betrieb Cǎotān (草滩农场) bei Xī’ān zurück.
Im Jahr 1966 wurden Sid Engst und Joan Hinton nach Běijīng versetzt; Fred Engst und seine Cousine Carma Hinton (Hán Jìng 韩倞, Tochter von William H. Hinton und Bertha Sneck) wollten gemeinsam mit einigen Dutzend Studenten der Universität Běijīng und der Qīnghuá-Universität von Běijīng nach Yán’ān, weiter nach Jǐnggāngshān und wieder zurück nach Běijīng wandern, doch als sie in Yángquán in Shānxī ankamen, blieben Engst und Hinton mehr als zwei Monate in einem Kohlenbergwerk. 1969 wurde Engst eine Stelle als Arbeiter in der Holzverarbeitenden Fabrik Guānghuá (光华木材厂) bei Běijīng zugeteilt.
Im Jahr 1974 ging Engst in die USA, wo er auf einer Farm, in einem Reparaturwerk und in einer Autofabrik arbeitete. Er gründete eine Familie. 1981 begann er neben der Arbeit ein Hochschulstudium, das er 1987 abschloss. Nach dem Universitätsabschluss ging er für fast zehn Monate zurück nach China; dann ging er wieder in die USA für ein Doktoratsstudium. 1997 verteidigte er seine Dissertation mit dem Titel A Self-switching Markov Approach to the Analysis of the Business Cycle an der Rutgers University. Er unterrichtete an der Delaware State University, der West Chester University of Pennsylvania, dem Lafayette College und anderen Hochschulen. Es fiel ihm schwer, sich in die US-amerikanische Gesellschaft zu integrieren, und er reiste häufig zwischen China und den USA hin und her, wobei er Zeuge kultureller und ideologischer Kollisionen wurde und allmählich seine marxistische Überzeugung festigte.
Im Jahr 2007 kehrte Engst nach China zurück und ließ sich in Běijīng nieder, wo er am Institut für Weltwirtschaft und -handel (国际经济贸易学院) der Universität für Außenwirtschaft und Handel (englisch: University of International Business and Economics, kurz UIBE) lehrt und vor allem anderem Ökonometrie und Statistik unterrichtet.

## Aktivitäten
Engst wird häufig zu Vorträgen an verschiedenen chinesischen Universitäten eingeladen, bei denen er über die chinesische Wirtschaft und die Geschichte der Volksrepublik China referiert und über die Rolle seiner Familie im kommunistischen China berichtet. Er wurde unter anderem für die Sendung »Berühmte Namen« (《非常说名》) des Wissenschafts- und Bildungskanals der Rundfunkstation von Běijīng ausführlich interviewt.

## Positionen
Er bezieht sich positiv auf die Kulturrevolution, nimmt an Online-Diskussionen teil und hat zahlreiche Artikel zu seinen Erfahrungen als Arbeiter in China und in den USA, die Kulturrevolution, die »Große Demokratie« (大民主) des Proletariats, das Verhältnis zwischen Demokratie und Diktatur, das Verhältnis zwischen der Arbeiterklasse und anderen politischen Kräften im Sozialismus und zu anderen Themen veröffentlicht.